# شكري المبخوت
شكري المبخوت أكاديمي وأديب ومترجم تونسي، حاصل على العديد من الجوائز منها: الجائزة العالمية للرواية العربية لعام 2015 عن روايته الطلياني، وجائزة الملك فيصل العالمية لعام 2018.

## الولادة والتعليم
ولد عام 1962، وهو حاصل على دكتوراة الدولة في الآداب من كلية الآداب بمنوبة ورئيس جامعة منوبة وشغل سابقاً عمادة كلية الآداب والفنون والإنسانيات في نفس الجامعة وعضو هيئات تحرير مجلة إبلا ومجلة رومانو ارابيكا.
حصل على الجائزة العالمية للرواية العربية 2015 عن روايته الطلياني والتي تحكي عن حياة الطلياني وهو شاب تونسي يساري يدرس في جامعة تونس وهو قيادي سابق في الاتحاد العام لطلبة تونس وتروي أحداث من تاريخ تونس من حكم بورقيبة وما تلاها.

## المسيرة المهنيَة

### البداية
- عاشَ شكري المبخوت في مدينة تونس التي وُلد فيها،[4] وحصل على شهادة الدكتوراه في الآداب من جامعة منوبة.
- كتب العديد من أعمال النقد الأدبي وأصبح مع مرور الوقت عضوًا في مجلس إدارة العديد من المجلات الأدبيّة.[5] ثم أصبحَ لاحقاً أستاذًا بجامعة تونس، وكان عميدًا لكلية الآداب والعلوم الإنسانية بمنوبة قبل أن يُصبح رئيسًا لجامعة منوبة (2011-2017).[6]
- شغل شكري منصب مدير الدورة الثالثة والثلاثين والرابعة والثلاثين من معرض تونس الدولي للكتاب،[7] وهو أيضًا عضو في هيئة تحرير العديد من المجلات المحكمة بما في ذلك مجلة إيبلا (التي يصدرها معهد الأدب العربي في تونس[8]) ومجلّة رومانو أرابيكا (ينشرها مركز الدراسات العربية في بوخارست).[9]
- عيّنه رئيس الجمهورية التونسية في عام 2016 عضوًا في اللجنة العليا لحقوق الإنسان والحريات الأساسية.[10]

## الوظائف والخبرات المهنية
- 2005 – 2011:    عميد كلية الآداب والفنون والإنسانيات بجامعة منوبة (بواسطة الانتخابات).
- 2011 - 2017:    رئيس جامعة منوبة (بواسطة الانتخابات لدورتين متتاليتين).[11]
- 2012:    إحداث “المنشورات الجامعية بمنوبة” (مؤسسة لنشر البحوث العلمية تابعة لجامعة منوبة) والإشراف على لجنتها العلمية.
- منذ 2012:    المدير المسؤول عن المجلة المحكمة “حوليات الجامعة التونسية” التي تصدرها كلية الآداب والفنون والإنسانيات بجامعة منوبة.
- 2012 – 2016:    مؤسس مجلة “أكاديميا” (مجلة شهرية باللغتين العربية والفرنسية تعنى بالشأن الجامعي تصدرها المنشورات الجامعية بمنوبة) ومديرها المسؤول ورئيس تحريرها.
- منذ 2015:    مؤسس مجلة “الفكر الجديد” (فصلية ثقافية مستقلة) ومديرها المسؤول.[12]

## مؤلفاته

### النقد والدراسات
1992:    سيرة الغائب، سيرة الآتي: السيرة الذاتية في كتاب “الأيام” لطه حسين، دار الجنوب، تونس. (الطبعة الثالثة بتونس، دار مسكلياني، سنة 2015).
1993:    جمالية الألفة: النص ومتقبله في التراث النقدي، بيت الحكمة، تونس.
2006:    إنشاء النفي، مركز النشر الجامعي – كلية الآداب والفنون والإنسانيات، تونس.
2006:    الاستدلال البلاغي، كلية الآداب والفنون والإنسانيات – (وحدة البحث في تحليل الخطاب) ودار المعرفة، تونس. (طبعة ثانية ببيروت، دار الكتاب الجديد المتحدة، سنة 2010).
2007:    المعنى المحال، دار مرايا الحداثة، تونس.
2008:    نظرية الأعمال اللغوية، دار مسكلياني، تونس.
2009:    توجيه النفي في تعامله مع الجهات والأسوار والروابط، دار الكتاب الجديد المتحدة، بيروت.
2010:    دائرة الأعمال اللغوية، دار الكتاب الجديد المتحدة، بيروت.
2010:    السياسة اللغوية القومية للغة العربية، المنظمة العربية للتربية والثقافة والعلوم، تونس، (بالاشتراك).
2016:    الزعيم وظلاله، السيرة الذاتية في تونس، المنشورات الجامعية بمنوبة، تونس.
2016:    أحفاد سارق النار، في السيرة الذاتية الفكرية، دار مسكلياني، تونس.
2018: تاريخ التكفير في تونس، دار مسكليناني، تونس.
2022: متحف الأدب: الأدب والتاريخ والهويّة.

### الروايات والمجموعات القصصية
2014:    ”الطلياني” (رواية)، بيروت، القاهرة، تونس، دار التنوير.
2015:    ”السيدة الرئيسة” (مجموعة قصصية)، القاهرة، دار العين.
2016:    ”باغندا” (رواية)، بيروت، القاهرة، تونس، دار التنوير.
2019: «مرآة الخاسر». (رواية).
2019: «مدينة الناجحين» (أدب أطفال).
2020: «السيرة العطرة للزعيم». دار التنوير.
2022: «السيد العميد في قلعته»، دار التنوير.

### الدراسات والكتب التي شارك في تأليفها
1988:    الأدب والمدرسة، مجلة “عيون المقالات” (المغرب)، العدد 11، ص 87 – 93.
1992:    المعنى المحال، ضمن وقائع المؤتمر العلمي الدولي حول “صناعة المعنى”، كلية الآداب بمنوبة، ص ص 71 – 137.
1998:    نظرية الحجاج في اللغة، ضمن الكتاب الجماعي “أهم نظريات الحجاج في التقاليد الغربية من أرسطو إلى اليوم”، إشراف حمادي صمود، كلية الآداب بمنوبة، ص ص 351 – 385.
2004:    اتصال الأعمال اللغوية وانفصالها، ضمن وقائع المؤتمر العلمي الدولي “الاسترسال في الظاهرة اللغوية”، كلية الآداب والعلوم الإنسانية بسوسة.
2010:    Le marquage linguistique de la force illocutoire dans le modèle grammatical arabe, in,: Synergies, n7, Gerflint.
2010:    معايير تحديد الأعمال اللغوية غير المباشرة: مناقشة منهجية لوهم شائع في نظرية الأعمال اللغوية، ضمن وقائع المؤتمر العلمي الدولي حول “قضايا المنهج في الدراسات اللغوية والأدبية بين التنظير والتطبيق”، جامعة الملك سعود، كلية الآداب، قسم اللغة العربية.
2012:    مقدمة نقدية لرواية حسين الواد “سعادته.. السيد الوزير” الصادرة عن دار الجنوب بتونس.
2012:    ”بهجة الكتابة: المعنى وظلاله”، تقديم لكتاب مختار الخلفاوي: “هل غادرنا السقيفة؟” الصادر بتونس عن دار صامد للنشر والتوزيع.
2016:    ”استحالة الرواية في روائح المدينة لحسين الواد”، مجلة الحياة الثقافية، تونس، وزارة الثقافة والمحافظة على التراث، العدد 267.

### كتب ترجمها
1987:    الشعرية لتزيفتان تودوروف، دار توبقال، الدار البيضاء (بالاشتراك) (الطبعة الثانية 1990).
1995:    تخييل الأصول: الإسلام وكتابة الحداثة لفتحي بن سلامة، دار الجنوب، تونس.
1995-1997:    راصد حقوق الإنسان، المعهد العربي لحقوق الإنسان، تونس، (بالاشتراك).
2000:     الناجون من التعذيب: الصدمات وإعادة التأهيل للونة ياعكبسون وكنود سميدت نيلس، المعهد العربي لحقوق الإنسان، تونس، (بالاشتراك).
2010:    القاموس الموسوعي للتداولية لجاك موشلر وآن ريبول، المركز الوطني للترجمة دار سيناترا، تونس، الطبعة الثانية (بالاشتراك).
2013:    دليل المؤلف وكاتب السيناريو، دليل عملي للكتابة لناديج ديفو، وزارة الثقافة والفنون والتراث بقطر ودار محمد علي الحامي والدار العربية للعلوم ناشرون، الدوحة – صفاقس – بيروت.
2014:    دليل متحف الميتروبوليتان للفنون، متحف الميتروبوليتان للفنون، نيويورك، (بالاشتراك مع عبد الودود العمراني).
2016:    مراجعة ترجمة كتاب: “العبارة والمعنى:  دراسات في نظرية الأعمال اللغوية” لجون سيرل (المركز الوطني للترجمة بتونس).

### الطلياني
اقتحمَ شكري مبخوت الساحة الدولية من خلال روايته الأولى الطلياني (كلمة تونسيّة عامية تعني الإيطالي) التي نُشرت في عام 2014. تتبع الرواية قصّة رجلٍ يدعى عبد الناصر (الملقب بـ «الطلياني» أو «الإيطالي») الذي هاجم لسبب غير مفهوم إمام حيّه أثناء جنازة والده. تتكشف أحداث الرواية في تونس خلال أواخر الثمانينيات وأوائل التسعينيات من القرن الماضي، وتبحثُ في المواجهات السياسية بين اليساريين والإسلاميين والقوى التي أوصلت زين العابدين بن علي إلى السلطة. فازت الرواية بالجائزة العالمية للرواية العربية (تُعرف أيضًا بجائزة البوكر العربيّة) والتي مُنحت في أبو ظبي على الرغم من حظر الكتاب في الإمارات. تُرجمت رواية الطلياني إلى الإنجليزية من قبل كارين ماكنيل وميلاد فايزة، ونُشرت باسم The Italian بواسطة دار نشر Europa Editions في تشرين الأول/أكتوبر 2021. تمت ترجمته أيضًا إلى الإيطالية من قبل Barbara Teresi وتم نشره باسم LItaliano بواسطة Europa Editions في عام 2017.

## جوائز
1994:    جائزة وزارة الثقافة التونسية في البحوث عن كتاب “جمالية الألفة: النص ومتقبله في التراث النقدي”.
2011:     جائزة خادم الحرمين الشريفين للترجمة (الجائزة التكريمية) عن كتاب “القاموس الموسوعي للتداولية”.
2015:    الجائزة العالمية للرواية العربية (المعروفة إعلامياً بالبوكر) عن رواية “الطلياني”.
2015:    جائزة الإبداع بمعرض الكتاب بتونس عن رواية “الطلياني”.
2017: جائزة عبد الحميد شومان في أدب الطفل.
2018: جائزة الملك فيصل العالمية في فرع اللغة العربية والأدب. في موضوع "الدراسات التي تناولت السيرة الذاتية في الأدب العربي”.